# هوگو ماچادو
هوگو ماچادو (پرتغالی: Hugo Machado؛ زادهٔ ۴ ژوئیهٔ ۱۹۸۲) یک بازیکن فوتبال اهل پرتغال است.
از باشگاه‌هایی که در آن بازی کرده‌است می‌توان به ناوال، باشگاه فوتبال ذوب‌آهن اصفهان، و باشگاه فوتبال صنعت نفت آبادان اشاره کرد.